# Benthophilus mahmudbejovi
Benthophilus mahmudbejovi е вид лъчеперка от семейство Попчеви (Gobiidae).

## Разпространение
Видът е разпространен в Казахстан, Русия и Туркменистан.